# Pak Chol-jin
Dans ce nom coréen, le nom de famille, Pak, précède le nom personnel.
Pak Chol-jin (hangeul : 박철진), né le 5 septembre 1985, est un footballeur international nord-coréen. Il évolue actuellement au Amrokgang SG dans le championnat national nord-coréen au poste de défenseur central ou parfois en tant que milieu de terrain défensif.

## Carrière internationale
Il fait partie des 23 joueurs nord-coréens sélectionnés pour participer à la coupe du monde 2010.

## Palmarès
- Championnat de Corée du Nord : 2006 avec le Amrokgang SG.